# National Women's Soccer League 2023
La National Women's Soccer League 2023 fue la 11.ª edición de este torneo, máxima categoría del fútbol femenino en Estados Unidos. Dio inicio el 25 de marzo y finalizó el 11 de noviembre.
Por primera vez, la NWSL Challenge Cup se jugó al mismo tiempo que la liga, de abril a septiembre.

## Equipos
| Equipo                 | Estadio               | Capacidad |
| ---------------------- | --------------------- | --------- |
| Angel City FC          | BMO Stadium           | 22.000    |
| Chicago Red Stars      | SeatGeek Stadium      | 20.000    |
| Houston Dash           | Shell Energy Stadium  | 7.000     |
| Kansas City Current    | Children's Mercy Park | 18.467    |
| NJ/NY Gotham FC        | Red Bull Arena        | 25.000    |
| North Carolina Courage | Sahlen's Stadium      | 10.000    |
| OL Reign               | Lumen Field           | 10.000    |
| Orlando Pride          | Exploria Stadium      | 25.500    |
| Portland Thorns FC     | Providence Park       | 25.218    |
| Racing Louisville FC   | Lynn Family Stadium   | 11.700    |
| San Diego Wave FC      | Snapdragon Stadium    | 32.000    |
| Washington Spirit      | Audi Field            | 20.000    |

## Clasificación
| Pos. | Equipo                 | Pts. | PJ | G  | E | P  | GF | GC | Dif. | Clasificación                 |
| ---- | ---------------------- | ---- | -- | -- | - | -- | -- | -- | ---- | ----------------------------- |
| 1    | San Diego Wave FC (N)  | 37   | 22 | 11 | 4 | 7  | 31 | 22 | +9   | NWSL Shield                   |
| 2    | Portland Thorns FC     | 35   | 22 | 10 | 5 | 7  | 42 | 32 | +10  | Eliminatorias - Semifinales   |
| 3    | North Carolina Courage | 33   | 22 | 9  | 6 | 7  | 29 | 22 | +7   | Eliminatorias - Primera ronda |
| 4    | OL Reign               | 32   | 22 | 9  | 5 | 8  | 29 | 24 | +5   | Eliminatorias - Primera ronda |
| 5    | Angel City FC          | 31   | 22 | 8  | 7 | 7  | 31 | 30 | +1   | Eliminatorias - Primera ronda |
| 6    | NJ/NY Gotham FC (C)    | 31   | 22 | 8  | 7 | 7  | 25 | 24 | +1   | Eliminatorias - Primera ronda |
| 7    | Orlando Pride          | 31   | 22 | 10 | 1 | 11 | 27 | 28 | −1   |                               |
| 8    | Washington Spirit      | 30   | 22 | 7  | 9 | 6  | 26 | 29 | −3   |                               |
| 9    | Racing Louisville FC   | 27   | 22 | 6  | 9 | 7  | 25 | 24 | +1   |                               |
| 10   | Houston Dash           | 26   | 22 | 6  | 8 | 8  | 16 | 18 | −2   |                               |
| 11   | Kansas City Current    | 26   | 22 | 8  | 2 | 12 | 30 | 36 | −6   |                               |
| 12   | Chicago Red Stars      | 24   | 22 | 7  | 3 | 12 | 28 | 50 | −22  |                               |

 Fuente: NWSL

## Resultados
| Local \ Visitante      | CHI | HOU | KC  | LA  | LOU | NC  | NJY | ORL | POR | RGN | SD  | WAS |
| ---------------------- | --- | --- | --- | --- | --- | --- | --- | --- | --- | --- | --- | --- |
| Chicago Red Stars      | —   | 1–2 | 4–2 | 2–2 | 1–0 | 0–5 | 1–2 | 1–0 | 2–3 | 0–3 | 1–0 | 1–1 |
| Houston Dash           | 0–1 | —   | 1–1 | 1–2 | 0–0 | 0–1 | 1–1 | 2–0 | 2–1 | 0–0 | 0–3 | 1–1 |
| Kansas City Current    | 6–3 | 0–2 | —   | 0–1 | 0–2 | 1–0 | 2–0 | 2–0 | 1–4 | 1–0 | 0–2 | 2–3 |
| Angel City FC          | 1–2 | 0–0 | 3–2 | —   | 2–2 | 2–1 | 1–2 | 0–1 | 5–1 | 2–1 | 0–2 | 0–1 |
| Racing Louisville FC   | 3–0 | 0–1 | 2–1 | 1–1 | —   | 1–2 | 2–0 | 3–2 | 2–1 | 2–2 | 0–0 | 2–2 |
| North Carolina Courage | 1–1 | 1–0 | 1–0 | 0–0 | 1–0 | —   | 3–3 | 3–0 | 3–3 | 1–0 | 0–0 | 1–2 |
| NJ/NY Gotham FC        | 2–1 | 0–2 | 2–2 | 0–0 | 0–0 | 1–0 | —   | 0–0 | 2–1 | 0–2 | 0–1 | 2–0 |
| Orlando Pride          | 5–0 | 1–0 | 1–2 | 1–2 | 1–0 | 2–1 | 0–2 | —   | 3–1 | 1–0 | 1–2 | 2–1 |
| Portland Thorns FC     | 4–0 | 1–1 | 0–1 | 3–3 | 2–0 | 2–1 | 1–0 | 4–0 | —   | 2–0 | 0–2 | 4–2 |
| OL Reign               | 5–2 | 2–0 | 2–1 | 4–1 | 2–2 | 1–1 | 1–4 | 1–0 | 0–2 | —   | 1–0 | 0–0 |
| San Diego Wave FC      | 3–2 | 1–0 | 1–2 | 1–2 | 2–0 | 3–1 | 2–1 | 1–3 | 1–1 | 1–2 | —   | 2–2 |
| Washington Spirit      | 0–3 | 0–0 | 2–1 | 2–1 | 1–1 | 0–1 | 1–1 | 0–3 | 1–1 | 1–0 | 3–1 | —   |

### Evolución en la clasificación
| Equipo ╲ Jornada       | 1                 | 2  | 3  | 4  | 5  | 6  | 7  | 8  | 9  | 10 | 11 | 12 | 13 | 14 | 15 | 16 | 17 | 18 | 19 | 20 | 21 | 22 |   |
| ---------------------- | ----------------- | -- | -- | -- | -- | -- | -- | -- | -- | -- | -- | -- | -- | -- | -- | -- | -- | -- | -- | -- | -- | -- | - |
| Equipo ╲ Jornada       | San Diego Wave FC | 2  | 2  | 3  | 3  | 3  | 5  | 5  | 3  | 4  | 2  | 1  | 5  | 6  | 6  | 6  | 6  | 3  | 1  | 2  | 1  | 2  | 1 |
| Portland Thorns FC     | 1                 | 1  | 1  | 1  | 1  | 2  | 4  | 2  | 2  | 1  | 3  | 2  | 1  | 2  | 2  | 1  | 1  | 2  | 1  | 2  | 1  | 2  |   |
| North Carolina Courage | 4                 | 8  | 10 | 10 | 8  | 7  | 6  | 6  | 6  | 7  | 6  | 3  | 2  | 1  | 1  | 2  | 2  | 3  | 4  | 4  | 4  | 3  |   |
| OL Reign               | 11                | 5  | 4  | 2  | 2  | 1  | 2  | 5  | 3  | 5  | 4  | 4  | 3  | 3  | 4  | 5  | 6  | 4  | 5  | 6  | 5  | 4  |   |
| Angel City FC          | 9                 | 6  | 7  | 7  | 9  | 6  | 8  | 9  | 10 | 11 | 11 | 10 | 9  | 11 | 10 | 10 | 9  | 8  | 8  | 9  | 8  | 5  |   |
| NJ/NY Gotham FC        | 3                 | 7  | 5  | 4  | 5  | 4  | 3  | 1  | 1  | 4  | 5  | 6  | 5  | 5  | 3  | 3  | 4  | 5  | 3  | 3  | 3  | 6  |   |
| Orlando Pride          | 12                | 12 | 12 | 12 | 12 | 10 | 10 | 8  | 9  | 9  | 8  | 9  | 10 | 9  | 8  | 7  | 7  | 9  | 7  | 7  | 7  | 7  |   |
| Washington Spirit      | 5                 | 3  | 2  | 5  | 4  | 3  | 1  | 4  | 5  | 3  | 2  | 1  | 4  | 4  | 5  | 4  | 5  | 6  | 6  | 5  | 6  | 8  |   |
| Racing Louisville FC   | 6                 | 9  | 9  | 8  | 10 | 11 | 9  | 7  | 8  | 8  | 9  | 8  | 8  | 8  | 7  | 8  | 8  | 7  | 9  | 10 | 9  | 9  |   |
| Houston Dash           | 7                 | 4  | 6  | 6  | 6  | 8  | 7  | 10 | 7  | 6  | 7  | 7  | 7  | 7  | 9  | 9  | 10 | 10 | 10 | 8  | 10 | 10 |   |
| Kansas City Current    | 10                | 11 | 11 | 11 | 7  | 9  | 11 | 11 | 12 | 12 | 12 | 12 | 11 | 10 | 12 | 11 | 11 | 12 | 11 | 12 | 11 | 11 |   |
| Chicago Red Stars      | 8                 | 10 | 8  | 9  | 11 | 12 | 12 | 12 | 11 | 10 | 10 | 11 | 12 | 12 | 11 | 12 | 12 | 11 | 12 | 11 | 12 | 12 |   |

## Estadísticas
Actualizado al 15 de octubre.

### Goleadoras
| Puesto | Jugadora      | Club                   | Goles |
| ------ | ------------- | ---------------------- | ----- |
| 1      | Sophia Smith  | Portland Thorns FC     | 11    |
| 2      | Kerolin       | North Carolina Courage | 10    |
| 3      | Ashley Hatch  | Washington Spirit      | 9     |
| 3      | Debinha       | Kansas City Current    | 9     |
| 5      | Morgan Weaver | Portland Thorns FC     | 7     |
| 5      | Lynn Williams | NJ/NY Gotham FC        | 7     |
| 5      | Alex Morgan   | San Diego Wave FC      | 7     |

### Hat-tricks
Lista de hat-tricks o más goles.
| Jugadora     | Club                   | Local               | Resultado | Visita                 | Goles       | Fecha               |
| ------------ | ---------------------- | ------------------- | --------- | ---------------------- | ----------- | ------------------- |
| Sophia Smith | Portland Thorns FC     | Kansas City Current | 1-4       | Portland Thorns FC     | 18' 83' 88' | 1 de abril de 2023  |
| Kerolin      | North Carolina Courage | Chicago Red Stars   | 0-5       | North Carolina Courage | 11' 34' 60' | 10 de junio de 2023 |
| Sophia Smith | Portland Thorns FC     | Portland Thorns FC  | 2-4       | Washington Spirit      | 11' 23' 48' | 23 de junio de 2023 |

### Vallas invictas
| Puesto | Portera              | Club                   | Vallas invictas |
| ------ | -------------------- | ---------------------- | --------------- |
| 1      | Casey Murphy         | North Carolina Courage | 9               |
| 1      | Kailen Sheridan      | San Diego Wave FC      | 9               |
| 3      | Jane Campbell        | Houston Dash           | 8               |
| 4      | Anna Moorhouse       | Orlando Pride          | 7               |
| 5      | Katie Lund           | Racing Louisville FC   | 6               |
| 5      | Bella Bixby          | Portland Thorns FC     | 6               |
| 7      | Cassie Miller        | Kansas City Current    | 4               |
| 7      | Abby Smith           | NJ/NY Gotham FC        | 4               |
| 7      | Aubrey Kingsbury     | Washington Spirit      | 4               |
| 7      | Phallon Tullis-Joyce | OL Reign               | 4               |

## Eliminatorias
|  | Primera ronda | Primera ronda          | Primera ronda   |                     |   | Semifinales | Semifinales | Semifinales |  |   | Final    | Final | Final |  |
|  |               |                        |                 |                     |   |             |             |             |  |   |          |       |       |  |
|  |               |                        |                 |                     |   |             |             |             |  |   |          |       |       |  |
|  |               |                        |                 |                     |   |             |             |             |  |   |          |       |       |  |
|  |               |                        |                 |                     |   |             |             |             |  |   |          |       |       |  |
|  |               |                        |                 |                     |   |             |             |             |  |   |          |       |       |  |
|  |               | 1                      | San Diego Wave  | 0                   |   |             |             |             |  |   |          |       |       |  |
|  |               |                        |                 | 0                   |   |             |             |             |  |   |          |       |       |  |
|  |               |                        | 4               | OL Reign            | 1 |             |             |             |  |   |          |       |       |  |
|  | 4             | OL Reign               | 4               | OL Reign            | 1 | 1           |             |             |  |   |          |       |       |  |
|  | 4             | OL Reign               |                 |                     |   |             |             |             |  |   |          |       |       |  |
|  | 5             | Angel City             | 0               |                     |   |             |             |             |  |   |          |       |       |  |
|  | 5             | Angel City             | 0               |                     |   |             |             |             |  | 4 | OL Reign | 0     |       |  |
|  |               |                        |                 |                     |   |             |             |             |  | 4 | OL Reign | 0     |       |  |
|  |               |                        | 6               | NJ/NY Gotham        | 2 |             |             |             |  |   |          |       |       |  |
|  |               |                        | 6               | NJ/NY Gotham        | 2 |             |             |             |  |   |          |       |       |  |
|  |               |                        |                 |                     |   |             |             |             |  |   |          |       |       |  |
|  |               |                        |                 |                     |   |             |             |             |  |   |          |       |       |  |
|  |               | 2                      | Portland Thorns | 0                   |   |             |             |             |  |   |          |       |       |  |
|  |               |                        |                 | 0                   |   |             |             |             |  |   |          |       |       |  |
|  |               |                        | 6               | NJ/NY Gotham (t.s.) | 1 |             |             |             |  |   |          |       |       |  |
|  | 3             | North Carolina Courage | 6               | NJ/NY Gotham (t.s.) | 1 | 0           |             |             |  |   |          |       |       |  |
|  | 3             | North Carolina Courage |                 |                     |   |             |             |             |  |   |          |       |       |  |
|  | 6             | NJ/NY Gotham           | 2               |                     |   |             |             |             |  |   |          |       |       |  |
|  | 6             | NJ/NY Gotham           | 2               |                     |   |             |             |             |  |   |          |       |       |  |
|  |               |                        |                 |                     |   |             |             |             |  |   |          |       |       |  |

### Primera ronda
| 20 de octubre de 2023 | OL Reign   | 1:0 (0:0) | Angel City | Lumen Field, Seattle                                    |                                                         |
| 19:00 (PDT)           | Latsko 87' | Reporte   |            | Asistencia: 12,152 espectadores Árbitro(s): Brad Jensen | Asistencia: 12,152 espectadores Árbitro(s): Brad Jensen |

| 22 de octubre de 2023 | North Carolina Courage | 0:2 (0:1) | NJ/NY Gotham             | WakeMed Soccer Park, Cary                                 |                                                           |
| 19:00 (EDT)           |                        | Reporte   | Sheehan 45' · Ryan 90+1' | Asistencia: 4,612 espectadores Árbitro(s): Katja Koroleva | Asistencia: 4,612 espectadores Árbitro(s): Katja Koroleva |

### Semifinales
| 5 de noviembre de 2023 | Portland Thorns | 0:1 (0:0, 0:1) (t. s.) | NJ/NY Gotham | Providence Park, Portland                                   |                                                             |
| 16:00 (PST)            |                 | Reporte                | Stengel 107' | Asistencia: 25,218 espectadores Árbitro(s): Danielle Chesky | Asistencia: 25,218 espectadores Árbitro(s): Danielle Chesky |

| 5 de noviembre de 2023 | San Diego Wave | 0:1 (0:0) | OL Reign   | Snapdragon Stadium, San Diego                             |                                                           |
| 18:30 (PST)            |                | Reporte   | Latsko 47' | Asistencia: 32,262 espectadores Árbitro(s): Natalie Simon | Asistencia: 32,262 espectadores Árbitro(s): Natalie Simon |

### Final
| 11 de noviembre de 2023 | OL Reign    | 1:2 (1:2) | NJ/NY Gotham                  | Snapdragon Stadium, San Diego                              |                                                            |
| 17:00 (PST)             | Lavelle 29' | Reporte   | Williams 24' · González 45+2' | Asistencia: 25,011 espectadores Árbitro(s): Katja Koroleva | Asistencia: 25,011 espectadores Árbitro(s): Katja Koroleva |

|                                  |
|                                  |
| Campeón NJ/NY Gotham 1.er título |

## Premios

### Premios anuales
| Premio               | Ganadora                | Ganadora               | Nominadas                                                            | Ref.  |
| -------------------- | ----------------------- | ---------------------- | -------------------------------------------------------------------- | ----- |
| Botín de Oro         | Sophia Smith (11 goles) | Portland Thorns FC     | —                                                                    | [ 4 ] |
| Jugadora Más Valiosa | Kerolin                 | North Carolina Courage | Sam Coffey, POR Debinha, KC Naomi Girma, SD Sophia Smith, POR        | [ 5 ] |
| Defensora del Año    | Naomi Girma             | San Diego Wave FC      | Sarah Gorden, LA Ali Krieger, NJNY Kaleigh Kurtz, NCC Sam Staab, WAS | [ 6 ] |
| Portera del Año      | Jane Campbell           | Houston Dash           | Katie Lund, LOU Kailen Sheridan, SD                                  | [ 7 ] |
| Novata del Año       | Jenna Nighswonger       | NJ/NY Gotham FC        | Messiah Bright, ORL Alyssa Thompson, LA                              | [ 8 ] |
| Entrenador del Año   | Juan Carlos Amorós      | NJ/NY Gotham FC        | Casey Stoney, SD Becki Tweed, LA                                     | [ 9 ] |

#### Mejor Once
Fuente:
| Posición                  | Jugadora      | Club                   |
| ------------------------- | ------------- | ---------------------- |
| Portera                   | Jane Campbell | Houston Dash           |
| Defensora                 | Naomi Girma   | San Diego Wave FC      |
| Defensora                 | Ali Krieger   | NJ/NY Gotham FC        |
| Defensora                 | Sarah Gorden  | Angel City FC          |
| Defensora                 | Sam Staab     | Washington Spirit      |
| Mediocampista / Delantera | Sam Coffey    | Portland Thorns FC     |
| Mediocampista / Delantera | Debinha       | Kansas City Current    |
| Mediocampista / Delantera | Jaedyn Shaw   | San Diego Wave FC      |
| Mediocampista / Delantera | Kerolin       | North Carolina Courage |
| Mediocampista / Delantera | Sophia Smith  | Portland Thorns FC     |
| Mediocampista / Delantera | Lynn Williams | NJ/NY Gotham FC        |

### Premios mensuales

#### Jugadora del Mes
| Mes                | Jugadora               | Club                 | Ref.   |
| ------------------ | ---------------------- | -------------------- | ------ |
| Marzo/abril        | Sophia Smith           | Portland Thorns FC   | [ 11 ] |
| Mayo               | Savannah DeMelo        | Racing Louisville FC | [ 12 ] |
| Junio              | Sophia Smith (2)       | Portland Thorns FC   | [ 13 ] |
| Julio              | Savannah McCaskill     | Angel City FC        | [ 14 ] |
| Agosto             | Messiah Bright         | Orlando Pride        | [ 15 ] |
| Septiembre/octubre | Savannah McCaskill (2) | Angel City FC        | [ 16 ] |

#### Novata del Mes
| Mes                | Jugadora              | Club                | Ref.   |
| ------------------ | --------------------- | ------------------- | ------ |
| Marzo/abril        | Alyssa Thompson       | Angel City FC       | [ 17 ] |
| Mayo               | Jenna Nighswonger     | NJ/NY Gotham FC     | [ 18 ] |
| Junio              | Paige Metayer         | Washington Spirit   | [ 19 ] |
| Julio              | Jenna Nighswonger (2) | NJ/NY Gotham FC     | [ 20 ] |
| Agosto             | Messiah Bright        | Orlando Pride       | [ 21 ] |
| Septiembre/octubre | Alexa Spaanstra       | Kansas City Current | [ 22 ] |

#### Equipo del Mes
| Mes                  | Portera                   | Defensoras                                                                                 | Mediocampistas                                                           | Delanteras                                                            | Ref.   |
| -------------------- | ------------------------- | ------------------------------------------------------------------------------------------ | ------------------------------------------------------------------------ | --------------------------------------------------------------------- | ------ |
| Marzo / abril        | Phallon Tullis-Joyce, RGN | Emily Fox, NC Naomi Girma, SD Becky Sauerbrunn, POR Sam Staab, WAS                         | Debinha, KC Crystal Dunn, POR Jess Fishlock, RGN                         | Bethany Balcer, RGN Sophia Smith, POR Lynn Williams, NJY              | [ 23 ] |
| Mayo                 | Abby Smith, NJY           | Bruninha, NJY Naomi Girma (2), SD Sam Staab (2), WAS Kylie Strom, ORL                      | Savannah DeMelo, LOU Crystal Dunn (2), POR Jenna Nighswonger, NJY        | Veronica Latsko, RGN Megan Rapinoe, RGN Lynn Williams (2), NJY        | [ 24 ] |
| Junio                | Casey Murphy, NC          | - Abby Erceg, LOU - Sofia Huerta, OL - Kaleigh Kurtz, NC - M.A. Vignola, LA                | - Sam Coffey, POR - Debinha, KC (2) - Savannah DeMelo, LOU (2)           | - Kerolin, NC - Sophia Smith, POR (2) - Lynn Williams, NJY (3)        | [ 25 ] |
| Julio                | Emily Boyd, CHI           | - Malia Berkely, NC - Abby Erceg, LOU (2) - Sarah Gorden, LA - Paige Monaghan, LOU         | - Savannah McCaskill, LA - Narumi Miura, NC - Jenna Nighswonger, NJY (2) | - Ashley Hatch, WAS - Kristen Hamilton, KC - Midge Purce, NJY         | [ 26 ] |
| Agosto               | Adrianna Franch, KC       | - Abby Dahlkemper, SD - Casey Krueger, CHI - Jenna Nighswonger, NJY (3) - Kylie Strom, ORL | - Kerry Abello, ORL - Sam Coffey, POR (2) - Lo'eau LaBonta, KC           | - Messiah Bright, ORL - Kristen Hamilton, KC (2) - Morgan Weaver, POR | [ 27 ] |
| Septiembre / octubre | Jane Campbell, HOU        | - Caprice Dydasco, HOU - Naomi Girma, SD (3) - Sarah Gorden, LA (2) - M.A. Vignola, LA     | - Sam Coffey, POR (3) - Debinha, KC (3) - Savannah McCaskill, LA (2)     | - Esther González, NJY - Kerolin, NC (2) - Jaedyn Shaw, SD            | [ 28 ] |